# Bahnstrecke Hjørring–Hirtshals
| Bahnhofsgebäude Hirtshals |                                                   |                                                        |                                                        |
| Hirtshalsbanen |                                                   |                                                        |                                                        |
| Streckenlänge: | 17,8 km                                           |                                                        |                                                        |
| Spurweite: | 1435 mm (Normalspur)                              |                                                        |                                                        |
| Streckengeschwindigkeit: | Hjørring–Tornby 100 km/h Tornby–Hirtshals 75 km/h |                                                        |                                                        |
| |                                                   |                                                        |                                                        |
| \| \| \| Hafengleise \| \| \| \| 17.8 \| Hirtshals \| Hirtshals \| \| \| \| Color Line \| \| \| \| \| Güterwagen nach Kristiansand (bis 1991) \| \| \| \| \| \| \| \| \| \| \| \| \| \| \| Güterzugterminal \| \| \| \| 16,6 \| Lilleheden \| Lilleheden \| \| \| \| \| \| \| \| 15,1 \| Emmersbæk (früher Terpet) \| Emmersbæk (früher Terpet) \| \| \| 13,7 \| Horne (früher Bhf.) \| Horne (früher Bhf.) \| \| \| 11,8 \| Ravndrup \| Ravndrup \| \| \| 10,4 \| Tornby \| Tornby \| \| \| 9,5 \| Sønderby \| Sønderby \| \| \| 6,9 \| Vidstrup \| Vidstrup \| \| \| 5,9 \| Langholm \| Langholm \| \| \| \| geplante Bahnstrecke Hjørring–Aalbæk \| \| \| \| 4,1 \| Vellingshøj \| Vellingshøj \| \| \| \| \| \| \| \| 3,2 \| Herregårdsparken \| Herregårdsparken \| \| \| \| Hjørring–Løkken–Aabybro Jernbane von Løkken (ab 1942) \| \| \| \| 1,6 \| Teglgårdsvej \| Teglgårdsvej \| \| \| \| zur Werkstatt \| \| \| \| 0,5 \| Kvægtorvet \| Kvægtorvet \| \| \| \| Hjørring–Løkken–Aabybro Jernbane von Løkken (bis 1942) \| \| \| \| \| Hjørring Vestbanegård \| \| \| \| \| Bahnstrecke Frederikshavn–Aalborg von Frederikshavn \| \| \| \| 0,0 \| Hjørring \| Hjørring \| \| \| \| Bahnstrecke Frederikshavn–Aalborg nach Aalborg \| \| \| \| \| \| \| \| \| \| \| \| \| \| \| Hjørring–Hørby Jernbane nach Hørby \| \| \| \| \| \| \| \| Quellen: [2][3] \| \| \| \| |                                                   |                                                        |                                                        |
| |                                                   | Hafengleise                                            |                                                        |
| Kopfbahnhof Strecke bis hier außer Betrieb | 17.8                                              | Hirtshals                                              | Hirtshals                                              |
| ehemaliger Haltepunkt / Haltestelle |                                                   | Color Line                                             | Color Line                                             |
| Strecke · Eisenbahnfähre (Strecke außer Betrieb) |                                                   | Güterwagen nach Kristiansand (bis 1991)                | Güterwagen nach Kristiansand (bis 1991)                |
| Abzweig geradeaus und ehemals von links · Strecke nach rechts (außer Betrieb) |                                                   |                                                        |                                                        |
| Strecke |                                                   |                                                        |                                                        |
| Abzweig geradeaus und von links · Abzweig geradeaus und nach rechts |                                                   | Güterzugterminal                                       | Güterzugterminal                                       |
| Haltepunkt / Haltestelle · Strecke | 16,6                                              | Lilleheden                                             | Lilleheden                                             |
| Strecke |                                                   |                                                        |                                                        |
| Haltepunkt / Haltestelle | 15,1                                              | Emmersbæk (früher Terpet)                              | Emmersbæk (früher Terpet)                              |
| Haltepunkt / Haltestelle | 13,7                                              | Horne (früher Bhf.)                                    | Horne (früher Bhf.)                                    |
| ehemaliger Haltepunkt / Haltestelle | 11,8                                              | Ravndrup                                               | Ravndrup                                               |
| Bahnhof | 10,4                                              | Tornby                                                 | Tornby                                                 |
| Haltepunkt / Haltestelle | 9,5                                               | Sønderby                                               | Sønderby                                               |
| Haltepunkt / Haltestelle | 6,9                                               | Vidstrup                                               | Vidstrup                                               |
| ehemaliger Haltepunkt / Haltestelle | 5,9                                               | Langholm                                               | Langholm                                               |
| Abzweig geradeaus und ehemals von links |                                                   | geplante Bahnstrecke Hjørring–Aalbæk                   | geplante Bahnstrecke Hjørring–Aalbæk                   |
| Haltepunkt / Haltestelle | 4,1                                               | Vellingshøj                                            | Vellingshøj                                            |
| Strecke von links · Abzweig ehemals geradeaus und nach rechts |                                                   |                                                        |                                                        |
| Haltepunkt / Haltestelle · Strecke (außer Betrieb) | 3,2                                               | Herregårdsparken                                       | Herregårdsparken                                       |
| Abzweig geradeaus und ehemals von rechts · Strecke (außer Betrieb) |                                                   | Hjørring–Løkken–Aabybro Jernbane von Løkken (ab 1942)  | Hjørring–Løkken–Aabybro Jernbane von Løkken (ab 1942)  |
| Haltepunkt / Haltestelle · Strecke (außer Betrieb) | 1,6                                               | Teglgårdsvej                                           | Teglgårdsvej                                           |
| Abzweig geradeaus und von rechts · Strecke (außer Betrieb) |                                                   | zur Werkstatt                                          | zur Werkstatt                                          |
| Haltepunkt / Haltestelle · Strecke (außer Betrieb) | 0,5                                               | Kvægtorvet                                             | Kvægtorvet                                             |
| Strecke · Abzweig geradeaus und von rechts (Strecke außer Betrieb) |                                                   | Hjørring–Løkken–Aabybro Jernbane von Løkken (bis 1942) | Hjørring–Løkken–Aabybro Jernbane von Løkken (bis 1942) |
| Strecke · Bahnhof (Strecke außer Betrieb) |                                                   | Hjørring Vestbanegård                                  | Hjørring Vestbanegård                                  |
| Strecke · Strecke (außer Betrieb) · Strecke |                                                   | Bahnstrecke Frederikshavn–Aalborg von Frederikshavn    | Bahnstrecke Frederikshavn–Aalborg von Frederikshavn    |
| Strecke · Strecke (außer Betrieb) · Bahnhof | 0,0                                               | Hjørring                                               | Hjørring                                               |
| Strecke · Strecke (außer Betrieb) · Abzweig geradeaus und nach links |                                                   | Bahnstrecke Frederikshavn–Aalborg nach Aalborg         | Bahnstrecke Frederikshavn–Aalborg nach Aalborg         |
| Strecke · Abzweig ehemals geradeaus und von links · Strecke nach rechts |                                                   |                                                        |                                                        |
| Strecke nach links · Abzweig ehemals geradeaus und nach rechts |                                                   |                                                        |                                                        |
| Strecke (außer Betrieb) |                                                   | Hjørring–Hørby Jernbane nach Hørby                     | Hjørring–Hørby Jernbane nach Hørby                     |
| |                                                   |                                                        |                                                        |
| Quellen: |                                                   |                                                        |                                                        |

Die Bahnstrecke Hjørring–Hirtshals ist eine normalspurige Bahnstrecke zwischen Hjørring und Hirtshals im Landesteil Vendsyssel in Jütland, Dänemark. Die Strecke mit einer Gesamtlänge von 17,8 km wird in Dänemark in Anlehnung an ihre zweite Betreibergesellschaft, die private dänische Eisenbahngesellschaft Hirtshalsbanen (HB), ebenso Hirtshalsbanen genannt.

## Geschichte

### Hjørring–Aalbæk Jernbane
Mit dem Eisenbahngesetz vom 27. Mai 1908 wurde eine Privatbahnstrecke von Ålbæk über Tversted nach Hjørring, eventuell mit Zweigstrecke von Vellingshøj nach Hirtshals, festgelegt.
Die Strecke wurde als Hauptstrecke konzipiert, wobei der Abschnitt Hjørring–Hirtshals ab dem Bahnhof Vellingshøj als Nebenstrecke geplant war. Die Konzession für die Strecke wurde 1915 erteilt, wegen des Ersten Weltkrieges verzögerte sich jedoch der Baubeginn. 1923 wurde ein neues Gesetz verabschiedet, mit dem der staatliche Anteil an den Baukosten auf 60 % erhöht wurde. Die Bauarbeiten begannen im April 1924. Allerdings wurde die Nebenstrecke nach Hirtshals zuerst fertiggestellt und am 18. Dezember 1925 eröffnet. 1933 wurde die ursprünglich geplante Streckenführung nach Ålbæk aufgegeben.
Obwohl die Pläne für den Bau der Hjørring–Aalbæk Jernbane (HA) nicht mehr weiter verfolgt wurden, blieb der Gesellschaftsname HA bis 1932 weiter bestehen. Mit der Eröffnung der Strecke nach Hirtshals wurden die Fahrzeuge für die ursprünglich geplante Hjørring–Aalbæk Jernbane beschafft und mit dem Kennzeichen HA versehen, die diese bis in die 1940er Jahre trugen.
→ weitere Details: Bahnstrecke Hjørring–Aalbæk

### Hirtshalsbanen
Die am 18. Dezember 1925 eröffnete eingleisige Strecke der Hirtshalsbane hatte zum Eröffnungszeitpunkt ihren Ausgangspunkt in dem seit 1913 existierenden Bahnhof Hjørring Vestbanegård. Der Westbahnhof wurde bereits von der Hjørring–Løkken–Aabybro Jernbane (HLA) und der Hjørring–Hørby Jernbane (HH) genutzt.

### Hjørring Privatbaner
Am 1. April 1939 wurden alle nach Hjørring führenden Privatbahnen zu einer Gesellschaft, der A/S Hjørring Privatbaner (HP), zusammengeschlossen. Dann begannen große Umbauarbeiten an den Gleisanlagen in Hjørring. Ab dem 3. Oktober 1942 benutzten die Züge nicht mehr den Westbahnhof, sondern die DSB-Station.

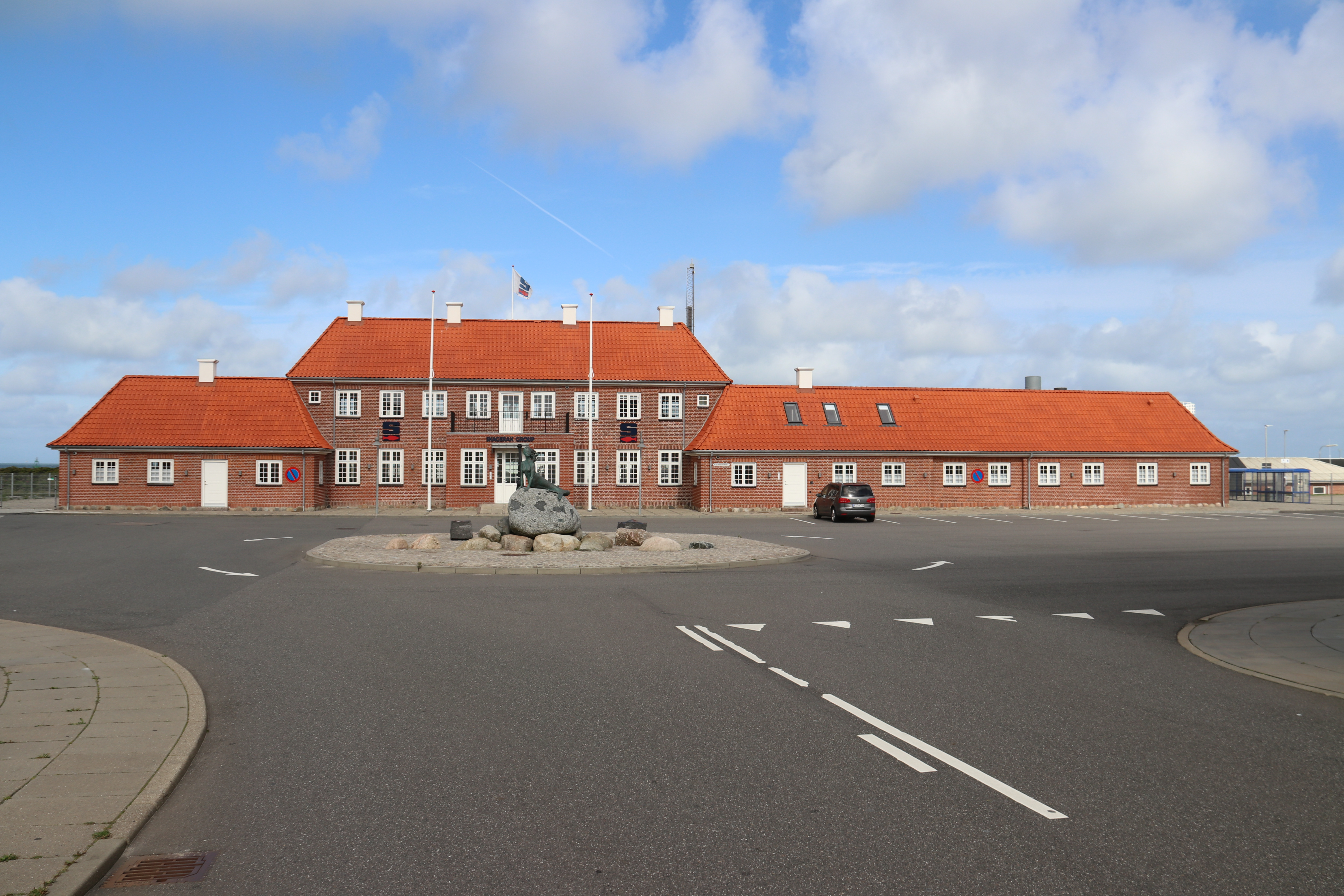
Das Bahnhofsgebäude Hirtshals ist in Privatbesitz

### Nordjyske Jernbaner
Am 11. September 2001 erfolgte ein Zusammenschluss der A/S Hjørring Privatbaner, welche zu dieser Zeit nur noch die Bahnstrecke Hjørring–Hirtshals betrieb, und der Skagensbanen A/S, welche die Bahnstrecke Frederikshavn–Skagen betrieb, zur Nordjyske Jernbaner A/S.

## Fahrzeuge und Betrieb
Der Betrieb wurde mit Dampflokomotiven aufgenommen, 1933 wurde auf Diesellokomotiven umgestellt.
Einen großen Aufschwung erlebte die Bahn mit der Inbetriebnahme einer Schiffsroute von Hirtshals nach Kristiansand in Norwegen. Die dänischen Staatsbahnen DSB betrieben danach einen Fernverkehrszug namens „Nordpilen“ (deutsch Nordpfeil) zum Hafen von Hirtshals. Dort konnten die Fahrgäste direkt in die Fähre umsteigen. Der Zweite Weltkrieg beendete den Betrieb der Fährroute, der erst 1949 wieder aufgenommen wurde. Zudem endete der Zugverkehr ab 1942 nicht mehr im Bahnhof Hjørring Vestbanegård, sondern im Bahnhof der DSB.
1968 wurden für die Hirtshalsbane Triebwagen des Types Y-tog beschafft, die als Lynette bekannt sind. Sie lösten die 1948 gebauten Schienenbusse ab.
Seit der 2001 erfolgten Fusion wird die Strecke von Siemens Desiro Classic der Nordjyske Jernbaner befahren.
Am 6. August 2017 wurde der Region Nordjylland die Verantwortung für den Nahverkehr vom Staat übertragen. Dadurch übernahmen Nordjyske Jernbaner auch den Regionalzugbetrieb auf der Strecke Frederikshavn–Aalborg von den Danske Statsbaner (DSB). Die dafür beschafften 13 neuen Alstom LINT 41-Züge bedienen gemeinsam mit den Desiro-Zügen auch die Relation Hirtshals–Hjørring, auf der alle Zwischenstationen Bedarfshaltestellen sind.
Am Freitag, dem 5. Oktober 2018, fuhr der letzte Personenzug auf dem Streckenabschnitt zwischen Frederikshavn und Lindholm (Bahnhofsausfahrt Nord) mit Streckensignalen. Danach fanden Testfahrten statt, bis am 21. Oktober der Betrieb mit ETCS aufgenommen wurde. Seither können Fahrzeuge ohne ETCS-Ausstattung nur noch bis Lindholm verkehren.
Die örtlichen Bedienungseinrichtungen (Kmp = Kommandoposten) in Hjørring wurden geschlossen, die Fernsteuerungszentrale Hjørring (FC = Fjernstyringscentral) steuert nun Hirtshals- und Skagensbane.

## Neuer Güterbahnhof Hirtshals

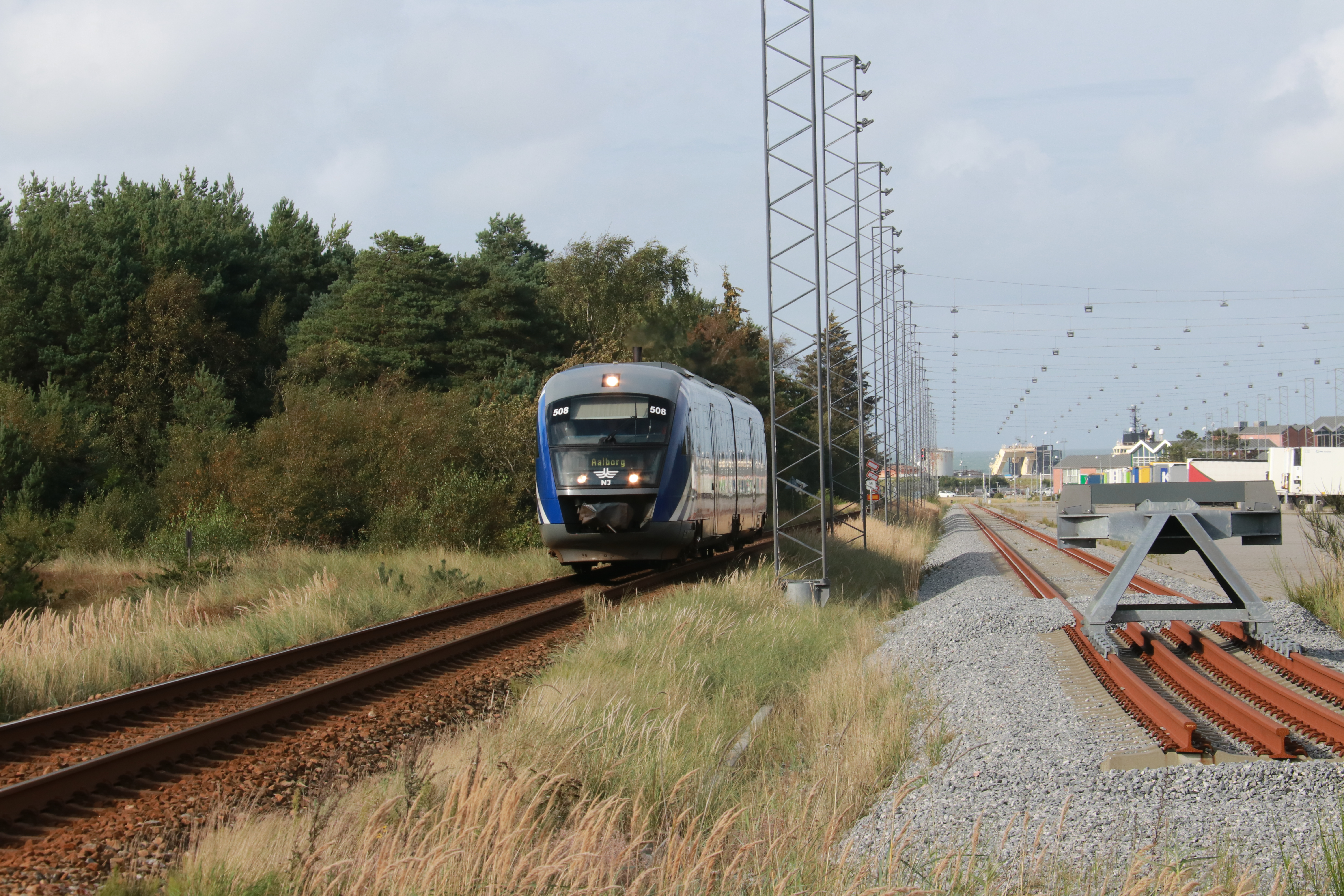
Das neue Hirtshals Godsterminal

Nachdem bei der Streckenmodernisierung alle Hafengleise nördlich des Bahnhofes Hirtshals abgebaut wurden, wurde 2014 gegenüber dem Haltepunkt Lilleheden ein neues Frachtterminal gebaut. Der Hafen Hirtshals ging davon aus, dass das neue Güterbahnterminal voraussichtlich Ende 2014 oder im ersten Halbjahr 2015 in Betrieb gehen wird, wenn der gesamte Planungsprozess wie erwartet verläuft. Die Eröffnung mit einem 612 m langen Ladegleis erfolgte am 1. August 2015. Dieses Ladegleis ist jedoch nur einseitig im Norden mit einem Ausziehgleis angebunden, so dass ankommende Züge in das Terminal gedrückt werden müssen. Die Kommune Hjørring suchte nach einem Betreiber, wofür sich auch DB Schenker beworben hatte.
Die Gesamtinvestitionen in das neue Güterzugterminal in Nordjütland wurden auf 33 Mio. DKK veranschlagt, wovon 23 Mio. DKK auf den Togfonden entfallen, der im Januar 2014 vom Folketing verabschiedet wurde. Am 15. September 2015 erreichte der erste von Captrain Denmark gefahrene Güterzug mit 640 Metern Länge das neue Terminal. Hintergrund war jedoch die Tatsache, dass die Gütergleise in Aalborg umgebaut wurden. Grundsätzliche Probleme beim Güterverkehr ergeben sich dadurch, dass Züge von Aalborg nach Hirtshals in Hjørring die Fahrtrichtung ändern müssen. Dabei müssen sämtliche Gleise des Personenverkehrs gekreuzt werden. Die Länge des Umfahrgleises beträgt etwa 520 m und lässt keine längeren Züge zu, die nur von einer Lokomotive geführt werden.
Der Bau des Kombiterminals muss als Fehlinvestition betrachtet werden. Seit der Eröffnung 2015 bis zum Januar 2019 wurde es dreimal von Güterzügen angefahren. Der nächste planmäßige Zug sollte 2020 den Bahnhof erreichen.